# ويق (دودانغة)
ویق (بالفارسية: ویق) هي منطقة سكنية تقع في إيران في قسم دودانغة الریفي. يقدر عدد سكانها بـ 31 نسمة.